# Angelo Sabino
Angelo Sabino o Angelus Sabinus (fl. 1460-1470) è stato un umanista, poeta e filologo italiano che visse durante il Rinascimento italiano.
È stato un poeta laureato, un filologo classico e un imitatore del poeta latino Sabino.
Il suo nome era probabilmente Angelo Sani di Cure, quindi sarebbe originario da Cure o Curi, con riferimento all'antica Cures Sabini, il che spiegherebbe il suo cognomen: Sabinus. Scrisse sotto diversi pseudonimi, tra cui Aulus Sabinus quando imitava il poeta Sabino (un amico di Ovidio) e Angelus Gnaeus Quirinus Sabinus (un'allusione a Quirino, dio della guerra dei Sabini al tempo della Roma antica).